# Valdon Varjão
Valdon Varjão (Cariús, 15 de dezembro de 1923 — Barra do Garças, 3 de fevereiro de 2008) foi um tabelião, historiador, empresário, escritor e político brasileiro que foi senador por Mato Grosso.
Filho de Manuel Cardoso Varjão e Maria Olímpia Varjão. Tabelião, empresário e pecuarista, além de fundador e membro do Instituto Histórico e Geográfico de Mato Grosso, tornou-se fundador do PSD em Barra do Garças em 1945 e foi secretário do diretório municipal antes de ascender ao diretório estadual da legenda. Radicado em Barra do Garças, foi eleito vereador neste município em 1950 e 1954 e depois prefeito do mesmo em 1958. Sem renunciar à titularidade do cargo executivo, foi eleito deputado estadual via PTB em 1962 e ingressou na ARENA quando o Regime Militar de 1964 instituiu o bipartidarismo por força do Ato Institucional Número Dois. Em 1972 foi eleito prefeito de Barra do Garças pela segunda vez.
Eleito primeiro suplente de senador por Mato Grosso na chapa de Gastão Müller em 1978, ingressou no PP quando o presidente João Figueiredo restaurou o pluripartidarismo em 1980, mesmo ano onde Valdon Varjão foi convocado a exercer o mandato pela primeira vez quando o titular entrou em licença e ao assumir tornou-se o primeiro negro na história do Senado Federal. Candidato a deputado federal pelo PDS em 1982, figurou como primeiro suplente sendo convocado mediante uma licença de Jonas Pinheiro, nomeado secretário extraordinário para Assuntos do Interior pelo governador Júlio Campos em 1985. Quando este deixou o Palácio Paiaguás para candidatar-se a deputado federal em 1986, o governo do estado foi entregue a Wilmar Peres de Faria, que nomeou Valdon Varjão para a Secretaria de Indústria, Comércio e Turismo.
Encerrou sua carreira política no PFL ao eleger-se vereador em Barra do Garças em 1992 e 1996.
Devido a uma manobra jurídica feita por sua ex-funcionária Helena Costa Jacarandá, que perante autoridades articulou a tomada do cartório do qual Varjão era tabelião há muitos anos, sua saúde agravou com uma crise de depressão profunda, com isto Varjão perdeu suas forças para lutar pela própria vida. Todos sabiam que ele poderia falecer a qualquer hora, principalmente Helena que com isto ficaria com seu caminho livre para a assunção do Cartório. Infelizmente, em 3 de fevereiro de 2008, ele morre aos 84 anos.[carece de fontes?]